# Peleteria arctica
Peleteria arctica là một loài ruồi trong họ Tachinidae.